# Burg Hüls
Die Burg Hüls ist eine Wasserburg im Krefelder Stadtteil Hüls (Nordrhein-Westfalen). Erbaut wurde sie ab 1455, als Erzbischof Dietrich II. von Moers dem Ritter Friedrich von Hüls erlaubte, im Bruch östlich von Hüls eine Burg zu bauen. Als Baumaterial wurde damals Backstein verwendet.

## Geschichte
Diese Burg war die Nachfolgeburg einer vor 1455 untergegangenen „alten Burg“ in der Nähe des Freibades. Archäologische Untersuchungen aus dem Jahre 2011 lassen darauf schließen, dass es sich dabei um eine Fluchtburg oder Schanze gehandelt hat.
Der ursprüngliche Sitz der Hülser Ritter könnte sich auf einem Gut zwischen dem Beginenkloster „Klausur“ und der heutigen Pfarrkirche befunden haben; darauf lässt auch eine Schenkung schließen, wonach der Ritter Friedrich von Hüls im Jahre 1419 dem Kloster „einen Garten vermacht, wo früher der Marstall gestanden und wo die Klausnerinnen wohnen sollen“. Wenn der Marstall – wie anzunehmen – ein Teil des ritterlichen Gutes war, dann hat sich auch das Gut selbst an dieser Stelle nahe dem Ortszentrum und der Kirche befunden.
Der Name Hüls ist eine Ableitung vom niederdeutschen Wort „Hulis“ für den Hülsdornbusch, auch als Stechpalme bekannt. Urkundlich erwähnt wurde Hüls erstmals im Jahre 1112. Das Rittergeschlecht der Herren von Hüls regierte den Ort von der Burg Hüls aus bis ins 16. Jahrhundert, wo im Jahre 1565 die letzte Hülser Herrin, Katharina, ohne Leibeserben verstarb.
Aus der Zeit ab dem 14. Jahrhundert gibt es aus der Herrlichkeit Hüls überlieferte Dokumente in einer Sprache, die heute grenzübergreifend als Rhein-Maasländisch bezeichnet wird. Rheinmaasländisch war eine Schrift- und Kanzleisprache der gehobenen Stände im Rhein-Maas-Dreieck, die sich aber durchaus von der „gesprochenen Sprache“ des gemeinen Volkes, dem örtlichen Hölsch Plott (Hülser Platt), unterschieden hat. Hier als Beispiel der Auszug aus einer Erbteilung im Jahre 1363 zwischen den Rittern Matthias von Hüls und seinen Brüdern Geldolf und Johann:
Ich Mathys van Hulß, Herren Walravens Soen…doen kundt und kendlich allen Luiden onder mynem Siegel…dat ich mit volcomenen Rade ind Wille miner maege ind geleken mit Geldolp ind mit Johan, minen Broederen…so waer ind so wat kunne rechten gelegen sien, die my van minem Vader angestorven sien ind hierna von miner Moder Frouwe Stynen van Hulß ansterven ind fallen moegen na oeren Dode…
In der Urkunde folgten weitere Hinweise und aufgelistete Erbteile, u. a. der „Hof aan dem Eynde“, womit die am nördlichen Ende des Ortes damals gelegene Papenburg gemeint ist, die später mit zugehörigem Land an die Grafen von Moers kam.
Im Jahre 1492 war die Burg Schauplatz eines Hexenprozesses gegen Nesgen tho Range vom Inrath.
In zahlreichen kriegerischen Auseinandersetzungen des 16. und 17. Jahrhunderts, unter anderen im Truchsessischen Krieg im Umfeld der Schlacht bei Hüls im Jahre 1583 und im Dreißigjährigen Krieg nach der Schlacht auf der Hülser Heide im Jahre 1642, wurde die Burg mehrfach zerstört. In der Pfingstnacht 1686 ist nach Aussagen von Zeitzeugen das Herrenhaus der Burg letztendlich in sich zusammengefallen. Seitdem war die Burg eine Ruine, die nicht wieder aufgebaut wurde.
Nachdem die Hülser Herrenfamilien zu Beginn des 19. Jahrhunderts ihre hoheitlichen Rechte in Hüls verloren hatten und ihren Grundbesitz veräußerten, schenkten sie die Burg den Kindern des letzten Hülser Amtmanns Anno Laurenz Rosen. Die letzte Amtmannstochter Franziska Rosen vermachte die Burg nach ihrem Tod im Jahre 1843 der katholischen Kirchengemeinde St. Cyriakus. Kurz nach 1950 erwarb die damals selbstständige Gemeinde Hüls die Burgruine und umliegende Grundstücksflächen. In den Jahren 1954 bis 1958 wurden umfangreiche Aufräumungs- und Freilegungsarbeiten an den Resten der Burgruine durchgeführt. Sie wurden von dem bekannten Heimatforscher und Archäologen Professor Albert Steeger geleitet und hauptsächlich von der Hülser Schuljugend ausgeführt. Ausschlaggebend dafür war der Bau der heutigen Grundschule An der Burg.

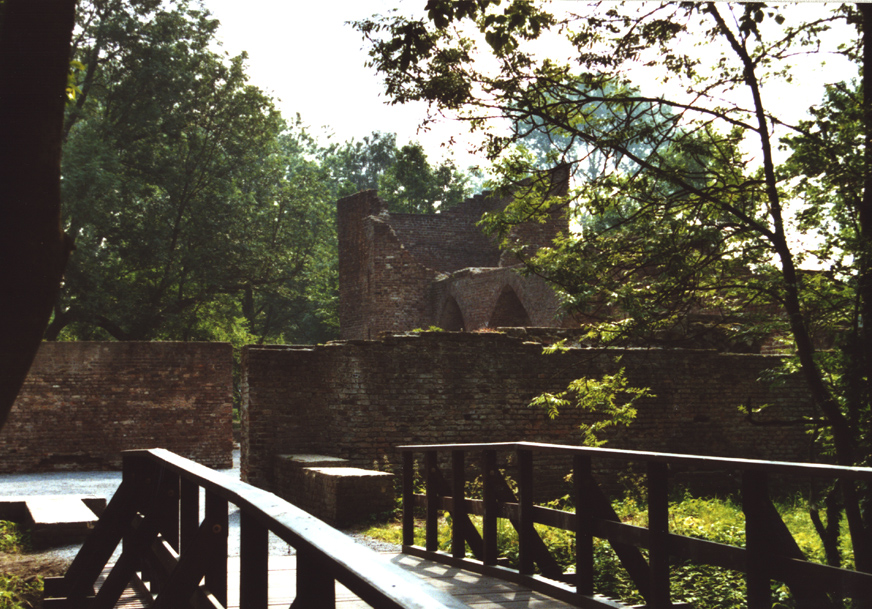
Burgruine im Jahr 2001

Unterbliebene bauliche Unterhaltung, starke Witterung, unkontrollierte und schädigende Vegetation, aber auch mutwillige Zerstörungen führten dazu, dass sich die Burgruine gegen Ende des 20. Jahrhunderts in einem äußert schlechten Zustand befand. Die Stadt Krefeld, durch die Eingemeindung von Hüls mittlerweile Eigentümerin der Ruine, hatte kein Geld zur Sanierung der Burg. Deshalb entschlossen sich der Hülser Heimatverein und der Hülser Sportverein, dieses für Hüls wichtige Baudenkmal mit ehrenamtlichen Kräften zu sanieren. Im Jahre 1998 begannen die Planungen und 2000 der erste Bauabschnitt. Das Gelände wurde von der Vegetation befreit und Teile des Mauerwerks des Herrenhauses wieder aufgemauert.
In den Jahren 2001 und 2002 erfolgte der zweite Bauabschnitt, der Burgturm wurde saniert. Dazu musste der gesamte Bereich vom Schutt des alten, größtenteils zusammengefallenen Turmes befreit werden. Das Gemäuer wurde entwässert und aufgemauert, anschließend wurden schwere Holzdecken eingezogen. Im Turm befindet sich heute ein Trauzimmer für Trauungen in besonderer Atmosphäre.
Im dritten Bauabschnitt wurde der Wehrgang wieder errichtet, von diesem hat man heute einen schönen Überblick über das Gelände. Auch der Burghof mit seinen Gemäuern wurde neu errichtet und bietet heute eine hervorragende Kulisse für Veranstaltungen. Die angrenzende Grundschule benutzt die Burg als „grünes Klassenzimmer“. Ein Weg mit Bänken führt um die Burg herum, abends wird sie durch Bodenleuchten angestrahlt.
Ein vierter, geplanter Bauabschnitt hat das Ziel, den Burggraben zu erneuern, so dass er dauernd Wasser führt.
Bei den Arbeiten wurde auch ein alter Brunnen wiederentdeckt. Archäologen des Landesmuseums Burg Linn haben einige Ausgrabungen vorgenommen und dabei Scherben mittelalterlicher Keramik gefunden. Zudem konnte nachgewiesen werden, dass das Wasser des Burggrabens früher bis an die Mauern heranreichte.
Zur Sanierung der Burg haben Mitglieder beider Vereine ehrenamtlich bis Ende 2006 über 16000 Arbeitsstunden erbracht. Dabei wurden sie von ortsansässigen Firmen mit zahlreichen Sachspenden unterstützt. Die beiden beteiligten Vereine erhielten im Jahre 2005 den Denkmalpreis der Stadt Krefeld für ihre Initiative.

## Burgpark Hüls

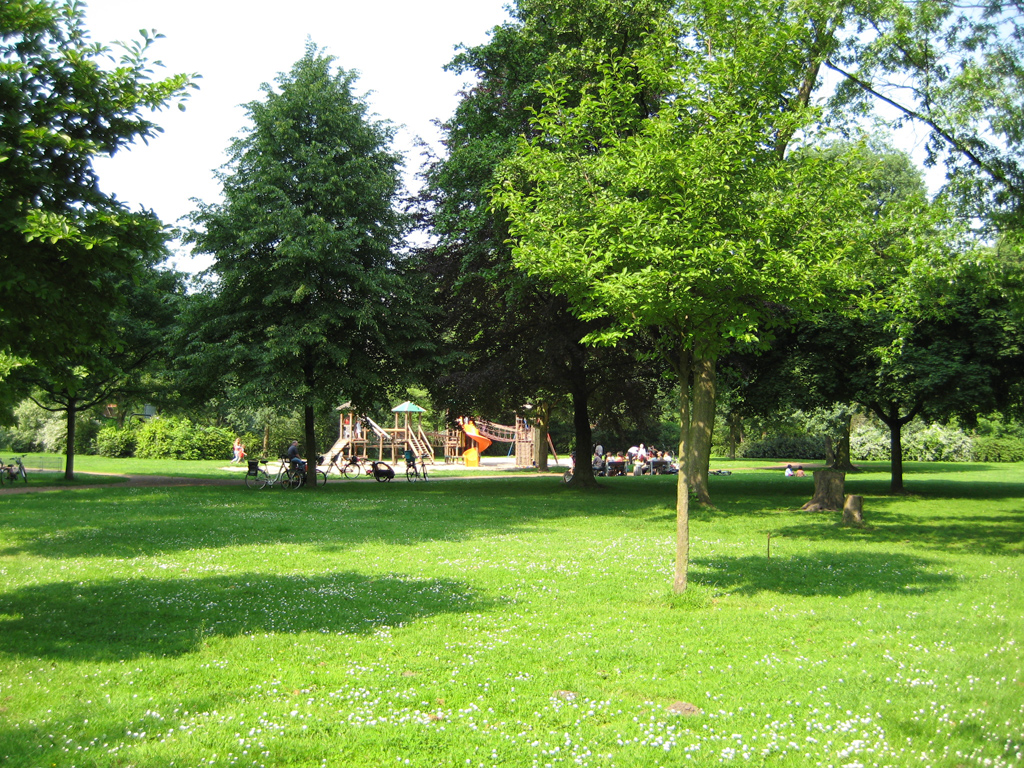
Blick auf die von Hülser Bürgern gestiftete Spielanlage.

Der Park an der Burg Hüls wurde von der Gemeinde Hüls Ende der 1950er Jahre angelegt. Die ehemalige Nutzung als Gärten/Schrebergärten wurde aufgegeben und ein Kinderspielplatz angelegt. Die Idee war, vom Ortskern aus eine grüne Verbindung in das angrenzende Hülser Bruch zu schaffen.